# Clovis Vincent
Clovis Vincent (ur. 26 września 1879 w Ingré, zm. 1947) – francuski lekarz neurolog i neurochirurg, pionier neurochirurgii we Francji.
Uczęszczał do szkoły w Orleanie, studiował medycynę w Paryżu. Studia ukończył nagrodzony złotym medalem w 1909. W 1913 został asystentem swojego nauczyciela Babińskiego. Brał udział w I wojnie światowej, razem ze swoimi żołnierzami zdobył Vauquois. W 1932 został następcą Babińskiego w szpitalu Pitié.
W 1971 ukazała się jego biografia autorstwa Henri Giroire'a.